# Leichtathletik-Weltmeisterschaften 2009/Teilnehmer (Ecuador)
| Gelbes Symbol für Goldmedaillen mit stilisierten Olympischen Ringen | Graues Symbol für Silbermedaillen mit stilisierten Olympischen Ringen | Braundes Symbol für Bronzemedaillen mit stilisierten Olympischen Ringen |
| ------------------------------------------------------------------- | --------------------------------------------------------------------- | ----------------------------------------------------------------------- |
| —                                                                   | —                                                                     | —                                                                       |

Der ecuadorianische Leichtathletik-Verband stellte zehn Athleten bei den Leichtathletik-Weltmeisterschaften 2009 in Berlin.

## Ergebnisse

### Männer

#### Laufdisziplinen
| Athlet            | Disziplin   | Vorlauf     | Vorlauf | Viertelfinale      | Viertelfinale      | Halbfinale         | Halbfinale         | Finale             | Finale             |
| Athlet            | Disziplin   | Zeit        | Platz   | Zeit               | Platz              | Zeit               | Platz              | Zeit               | Platz              |
| ----------------- | ----------- | ----------- | ------- | ------------------ | ------------------ | ------------------ | ------------------ | ------------------ | ------------------ |
| Franklin Nazareno | 100 m       | 10,71 s     | 62      | nicht qualifiziert | nicht qualifiziert | nicht qualifiziert | nicht qualifiziert | nicht qualifiziert | nicht qualifiziert |
| Franklin Nazareno | 200 m       | 21,84 s     | 54      | nicht qualifiziert | nicht qualifiziert | nicht qualifiziert | nicht qualifiziert | nicht qualifiziert | nicht qualifiziert |
| Bayron Piedra     | 1500 m      | 3:49,60 min | 45      |                    |                    | nicht qualifiziert | nicht qualifiziert | nicht qualifiziert | nicht qualifiziert |
| Bayron Piedra     | 5000 m      | DNF         | DNF     |                    |                    |                    |                    | –                  | –                  |
| Franklin Tenorio  | Marathon    |             |         |                    |                    |                    |                    | DNF                | DNF                |
| Mauricio Arteaga  | 20 km Gehen |             |         |                    |                    |                    |                    | 1:32:25 h          | 43                 |
| Andrés Chocho     | 20 km Gehen |             |         |                    |                    |                    |                    | 1:29:14 h          | 38                 |
| Rolando Saquipay  | 20 km Gehen |             |         |                    |                    |                    |                    | 1:23:51 h SB       | 22                 |
| Mesías Zapata     | 50 km Gehen |             |         |                    |                    |                    |                    | 4:15:28 h          | 29                 |

#### Sprung/Wurf
| Athlet     | Disziplin  | Qualifikation | Qualifikation | Finale             | Finale             |
| Athlet     | Disziplin  | Weite/Höhe    | Platz         | Weite/Höhe         | Platz              |
| ---------- | ---------- | ------------- | ------------- | ------------------ | ------------------ |
| Hugo Chila | Weitsprung | 7,54 m        | 39            | nicht qualifiziert | nicht qualifiziert |
| Hugo Chila | Dreisprung | 16,70 m NR    | 20            | nicht qualifiziert | nicht qualifiziert |

### Frauen

#### Laufdisziplinen
| Athletin       | Disziplin   | Vorlauf | Vorlauf | Halbfinale | Halbfinale | Finale    | Finale |
| Athletin       | Disziplin   | Zeit    | Platz   | Zeit       | Platz      | Zeit      | Platz  |
| -------------- | ----------- | ------- | ------- | ---------- | ---------- | --------- | ------ |
| Sandra Ruales  | Marathon    |         |         |            |            | 2:50:36 h | 56     |
| Johana Ordóñez | 20 km Gehen |         |         |            |            | 1:42:27 h | 33     |